# Cabrillas (kommunhuvudort)
Cabrillas är en kommunhuvudort i Spanien.   Den ligger i provinsen Provincia de Salamanca och regionen Kastilien och Leon, i den centrala delen av landet, 210 km väster om huvudstaden Madrid. Cabrillas ligger 799 meter över havet och antalet invånare är 476.
Terrängen runt Cabrillas är platt. Runt Cabrillas är det glesbefolkat, med 14 invånare per kvadratkilometer. Närmaste större samhälle är La Fuente de San Esteban, 9,6 km nordväst om Cabrillas. Trakten runt Cabrillas består i huvudsak av gräsmarker.